# Cea mai frumoasă (film din 1944)
Cea mai frumoasă este un film japonez din 1944, regizat de Akira Kurosawa.